# République socialiste soviétique autonome bouriate
1923–1992
Entités précédentes :
- Oblast autonome bouriate-mongol (RSFSR)

Entités suivantes :
- République de Bouriatie (fédération de Russie)

La République socialiste soviétique autonome bouriate (en russe : Бурятская Автономная Советская Социалистическая Республика, Bouriatskaïa Avtonomnaïa Sovietskaïa Sotsialistitcheskaïa Respoublika) est une république socialiste soviétique autonome de l'Union soviétique.
En 1923, la république a été créée sous le nom de République socialiste soviétique autonome bouriate-mongole. En 1958, le nom « Mongol » a été retiré du nom de la république. La RSSA bouriate a déclaré sa souveraineté en 1990 et a pris le nom de république de Bouriatie en 1992. Cependant, elle reste une république autonome au sein de la fédération de Russie.